# European Poker Tour Saison 13
Résultats et tournois de la saison 13 de l'European Poker Tour (EPT).

## Résultats et tournois

### EPT 13 Barcelone
- Lieu : Casino de Barcelona, Barcelone,  Espagne[1]
- Prix d'entrée : 5 300 €[1]
- Date : Du 22 au 28 août 2016[1]
- Nombre de joueurs :  1 785
- Prize Pool : 8 925 000 €
- Nombre de places payées :  359

| Place | Nom                   | Prix        |
| ----- | --------------------- | ----------- |
| 1er   | Sebastian Malec       | 1 122 800 € |
| 2e    | Uri Reichenstein      | 807 100 €   |
| 3e    | Adam Owen             | 646 250 €   |
| 4e    | Thomas De Rooij       | 535 100 €   |
| 5e    | Zorlu Er              | 431 550 €   |
| 6e    | Andreas Chalkiadakis  | 330 290 €   |
| 7e    | Harcharan Dogra Dogra | 230 950 €   |
| 8e    | Pavel Plesuv          | 165 950 €   |

### EPT 13 Malte
- Lieu : The Casino at Portomaso, Portomaso,  Malte[2]
- Prix d'entrée : 5 300 €[2]
- Date : Du 23 au 29 octobre 2016[2]
- Nombre de joueurs :  468
- Prize Pool : 2 269 800 €
- Nombre de places payées :  87

| Place | Nom             | Prix      |
| ----- | --------------- | --------- |
| 1er   | Aliaksei Boika  | 355 700 € |
| 2e    | Mats Karlsson   | 261 730 € |
| 3e    | Dmitry Yurasov  | 192 650 € |
| 4e    | Élie Saad       | 141 780 € |
| 5e    | Peter Ockenden  | 104 340 € |
| 6e    | Tomas Macnamara | 76 790 €  |

### EPT 13 Prague
- Lieu : Hilton Prague Hotel, Prague,  République tchèque[3]
- Prix d'entrée : 5 300 €[3]
- Date : Du 13 au 19 décembre 2016[3]
- Nombre de joueurs :  1 192
- Prize Pool : 5 781 200 €
- Nombre de places payées :  231

| Place | Nom                  | Prix      |
| ----- | -------------------- | --------- |
| 1er   | Jasper Van Putten    | 699 300 € |
| 2e    | Marton Czuczor       | 630 000 € |
| 3e    | David Peters         | 397 300 € |
| 4e    | Sergei Petrushevskii | 284 550 € |
| 5e    | Marius Gierse        | 203 800 € |
| 6e    | Samantha Cohen       | 145 900 € |